# Gais 1965
Fotbollsklubben Gais spelade säsongen 1965 åter i Division II Västra Götaland efter att ha slutat sist i allsvenskan 1964. Gais studsade tillbaka efter fjolåret och tog sig tillbaka till allsvenskan efter att ha vunnit serien och den efterföljande kvalserien.

## Inför säsongen

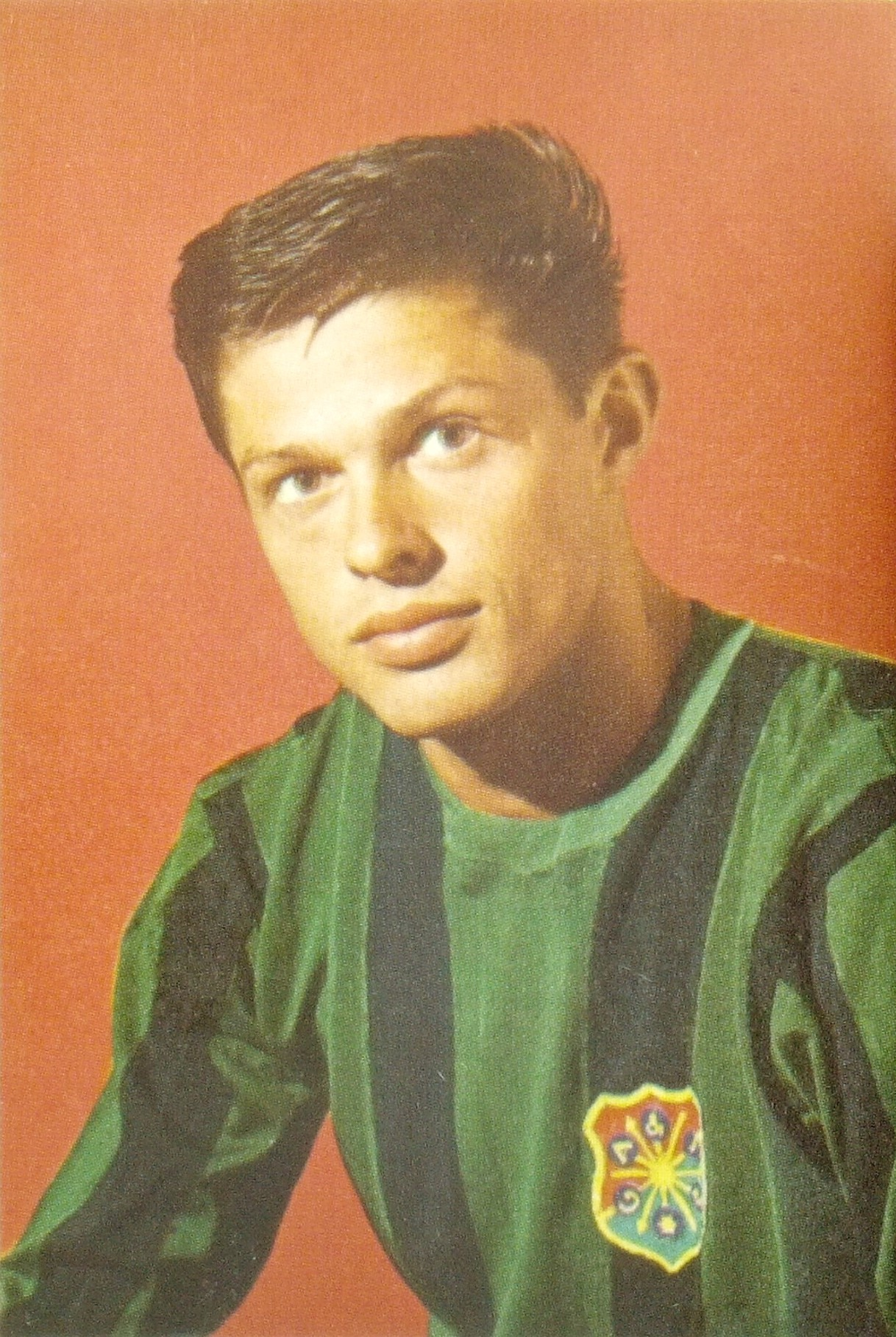
Jan Olsson var ny i Gais denna säsong.

Gais hade värvat Holger Hansson som tränare efter Gunnar Gren. Som lagledare tog Rune Jingård över efter Holger Jernsten. De båda gick bra ihop, och under dem blev laget mer harmoniskt. Man knöt även till sig den mycket lovande Jan Olsson från Kungshamns IF och Gunder Högström från IF Stendy, som redan spelade ishockey för Gais, samt lyfte upp Benny Apell, brorson till den tidigare Gaisspelaren Bengt Apell, från juniorlaget.
Under försäsongen imponerade Gais; man spelade elva träningsmatcher och förlorade inte en enda. I triangelserien slog man IFK Göteborg med 4–2 och Örgryte IS med 3–1, och pressen kallade Gais för "vårens lag".

## Seriespel
Inför säsongen var Gais en av de stora favoriterna att vinna serien. På påskafton 1965 inleddes serien mot Landskrona BoIS hemma på Ullevi. Inför en publik på 3 866 personer såg Gais länge ut att förlora premiären, men vid 2–1-underläge med fyra minuter kvar slog backen Kent Grek till en förlupen höjdboll vid mittlinjen. Bollen seglade över hela Landskronas planhalva, rakt i krysset, och varken publiken eller Grek trodde sina ögon. Trots den räddade poängen var Göteborgs-Posten inte nådig: "GAIS fina träningsspel rasade som ett korthus", skrev tidningen. Matchen är anmärkningsvärd även för att det var den första seriematchen där Gais använde en avbytare, efter en regeländring om att ett byte per match tilläts. Den historiska första inhopparen för Gais blev Rolf Lundh, som avlöste Leif Wendt i halvtid.

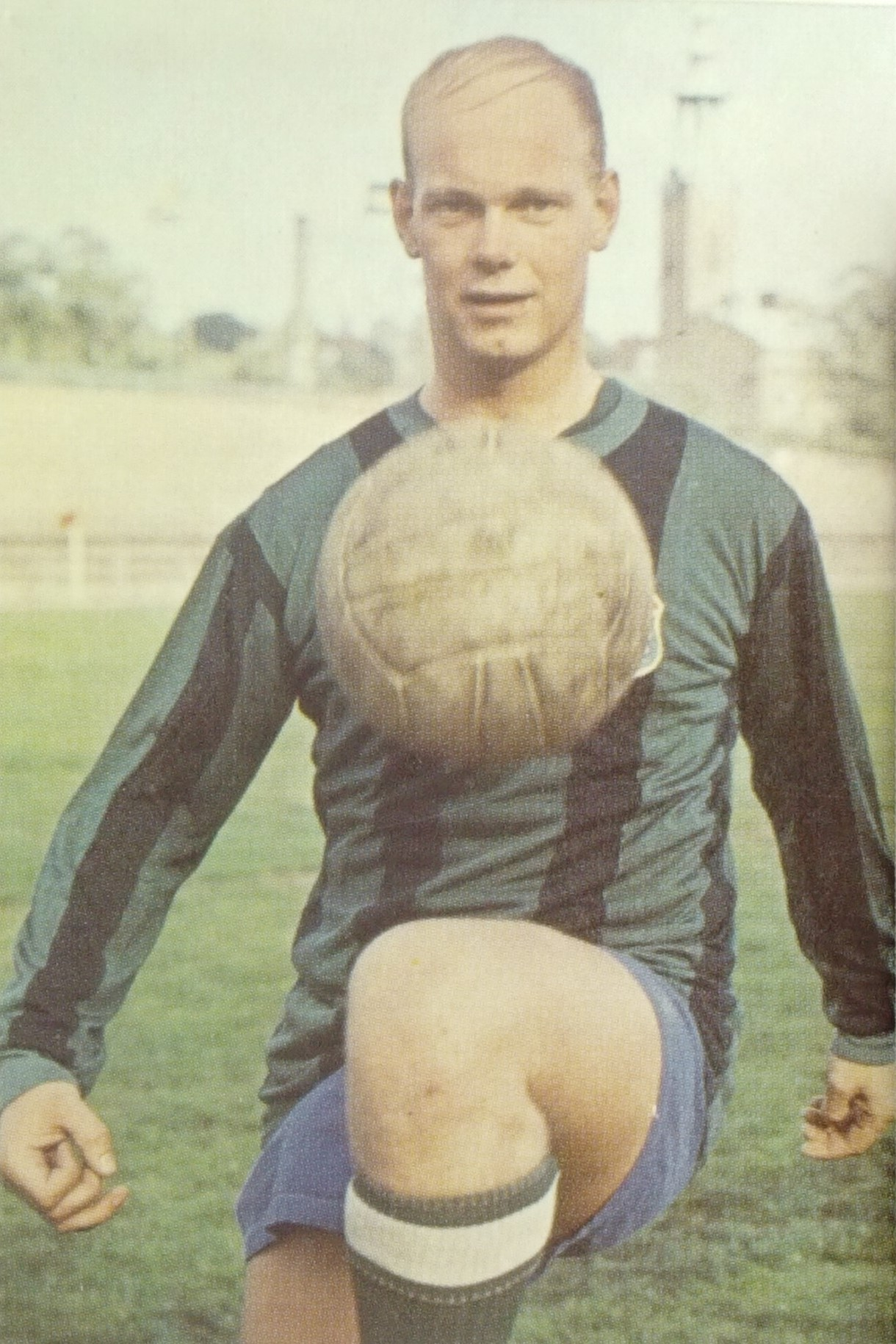
Kent Grek.

Under våren övertygade inte Gais. Man tog knappa segrar mot Varbergs BoIS, Västra Frölunda IF och IS Halmia, och fick bara 1–1 mot Gunnarstorps IF. Den 23 maj kom lagets första förlust, 2–1 borta mot IFK Malmö. Gais låg ändå i toppen, skuggat av de tre Skånelagen Landskrona, IFK Malmö och nykomlingen GIF Nike från Lomma, som charmade fotbolls-Sverige och slog publikrekord på publikrekord på hemmaplan. Nike var dock svajigt; man slog IFK Malmö med 1–0 och gick upp i serieledning, för att veckan därpå förlora med 0–9 mot Landskrona. När Gais skulle möta Nike hemma den 13 juni var publiken inställd på en ny kollaps av bortalaget, men trots att Gais efter sju minuter ledde med 2–0 lyckades skåningarna samla sig och klara 2–2. Efter vårsäsongen ledde Gais serien på 17 poäng, två före Nike och tre före Landskrona.
Under sommaruppehållet åkte Gais på träningsläger i Kungshamn, dit spelarna även fick ta med sina familjer. Under lägret testade man Kurt Axelsson som centerhalv, något som fick ett lyckat utfall även om Axelsson själv från början inte var särskilt nöjd med rollen. Man vann två träningsmatcher mot en Strömstads- och Stångenäs-kombination med 8–3 och 6–1, och slog Kungshamns IF med 4–0.
I den första matchen under höstsäsongen besegrade Gais Hisingslaget Göteborgs AIK med 3–0, innan det var dags för en tidig seriefinal borta mot Nike. Skåningarna ledde med 1–0 i halvtid, men därefter plockade Gais fram ett rent propagandaspel och vann med 5–1. Därefter slog Gais Redbergslids IK med 4–1 och tycktes gå mot en klar serieseger, men sedan kom ett bakslag i form av en 1–2-förlust borta mot bottenlaget Halmstads BK. Seriesegern var dock aldrig riktigt hotad. Gais fortsatte vinna, och till sista omgången var man redan klara vinnare. I den sista, betydelselösa matchen den 9 oktober förlorade man dock med hela 0–5 borta mot Landskrona.

### Tabell
| Nr | Lag                    | S  | V  | O | F  | GM | IM | MS  | P  |
| -- | ---------------------- | -- | -- | - | -- | -- | -- | --- | -- |
| 1  | Gais (N)               | 22 | 16 | 3 | 3  | 52 | 24 | +28 | 35 |
| 2  | Landskrona BoIS        | 22 | 13 | 6 | 3  | 58 | 28 | +30 | 32 |
| 3  | GIF Nike (U)           | 22 | 11 | 2 | 9  | 41 | 54 | −13 | 24 |
| 4  | Gunnarstorps IF        | 22 | 9  | 5 | 8  | 38 | 32 | +6  | 23 |
| 5  | IFK Malmö              | 22 | 10 | 3 | 9  | 47 | 42 | +5  | 23 |
| 6  | IS Halmia              | 22 | 9  | 3 | 10 | 52 | 40 | +12 | 21 |
| 7  | IFK Ystad              | 22 | 8  | 4 | 10 | 41 | 44 | −3  | 20 |
| 8  | Redbergslids IK        | 22 | 8  | 3 | 11 | 32 | 42 | −10 | 19 |
| 9  | Varbergs BoIS          | 22 | 6  | 7 | 9  | 28 | 38 | −10 | 19 |
| 10 | Halmstads BK           | 22 | 7  | 4 | 11 | 36 | 39 | −3  | 18 |
| 11 | Västra Frölunda IF (U) | 22 | 7  | 3 | 12 | 40 | 45 | −5  | 17 |
| 12 | Göteborgs AIK (U)      | 22 | 4  | 5 | 13 | 29 | 66 | −37 | 13 |

### Seriematcher
| Lag                | Hemma | Borta |
| ------------------ | ----- | ----- |
| Landskrona BoIS    | 2–2   | 0–5   |
| GIF Nike           | 2–2   | 5–1   |
| Gunnarstorps IF    | 5–2   | 1–1   |
| IFK Malmö          | 2–0   | 1–2   |
| IS Halmia          | 1–0   | 3–1   |
| IFK Ystad          | 4–1   | 1–0   |
| Redbergslids IK    | 4–1   | 3–1   |
| Varbergs BoIS      | 3–1   | 1–0   |
| Halmstads BK       | 3–1   | 1–2   |
| Västra Frölunda IF | 2–1   | 2–0   |
| Göteborgs AIK      | 3–0   | 3–0   |

### Kvalspel

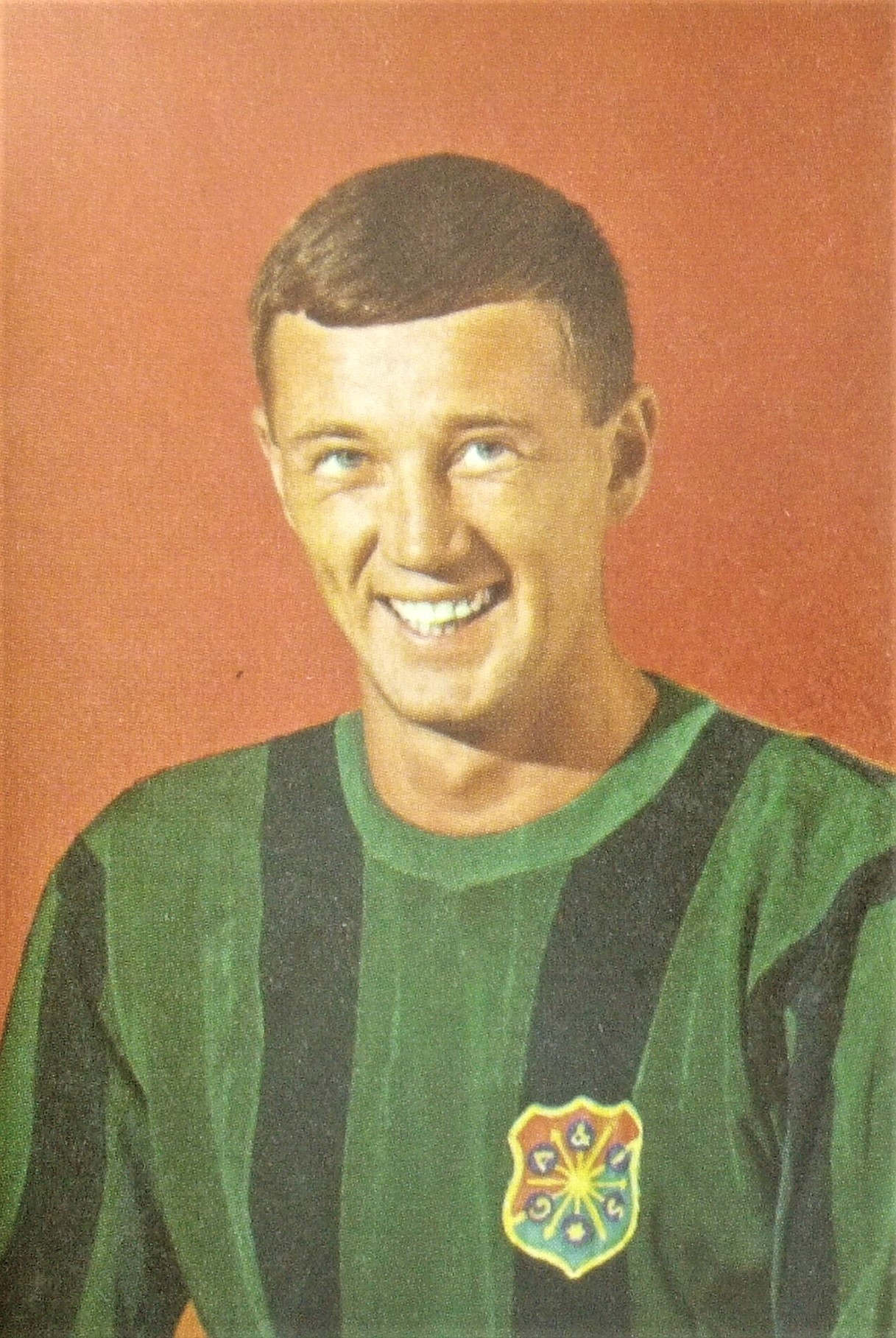
Hasse Samuelsson vann Gais interna skytteliga för tredje året i rad, och gjorde dessutom fyra mål på tre kvalmatcher.

Efter seriesegern väntade kvalspel mot de övriga tre division II-segrarna: Gefle IF (Norrland), IK Brage (Svealand) och Grimsås IF (Östra Götaland). I första omgången, den 17 oktober 1965, mötte Gais Brage borta. Borlängelaget gjorde 1–0 efter 18 minuter genom ett mäktigt långskott av Sture Lindvall, men bara halvminuten senare kvitterade Gais genom Jan Olsson. Efter en dryg halvtimme nickade sedan Hasse Samuelsson in 2–1 på ett lågt inlägg från Leif Wendt. Andra halvlek var framför allt ett ställningskrig på mittplan, men trots en del farliga chanser för Brage höll Gais 2–1 matchen ut.
Den 23 oktober mötte Gais Gefle hemma på Ullevi. Hela 21 268 åskådare såg Gais vinna klart med 3–1 efter två mål av Samuelsson i första halvlek och ytterligare ett av Bengt Johansson i början av andra halvlek innan Gais började slarva och släppte in ett tröstmål.
Två segrar var dock inte nog för att Gais skulle vara klara för allsvenskan, och i den sista kvalmatchen fick Gais den 30 oktober ta sig an Grimsås på neutral plan i Borås. Boråskrogarna lanserade inför matchen maträtten "makrill med grimsås", och gaisarna var självsäkra; Grimsås såg på förhand ut som den lättaste motståndaren i kvalet. Under dagen dränktes emellertid Ryavallens gräs av ett ösregn, och de 14 000 åskådarna fick se en chansartad match där bara turen räddade Gais under första halvlek. Grimsås var tvungna att vinna för att ha chans på allsvenskan, och satsade allt de hade offensivt. Leif Andersson tvingades till ett par svettiga räddningar, innan Hasse Samuelsson i andra halvlek lyckades vräka in 1–0 till Gais.
| ”                            | Jag såg att bollen var på väg in i Grimsås straffområde och kastade mig raklång på marken, körde hela huvudet i gräsmattan. Jag såg aldrig när bollen gick i mål, men hörde jublet. | „ |
| – Hasse Samuelsson om målet. | |   |

Med några minuter kvar kunde sedan Leif Wendt göra 2–0, och Gais var tillbaka i allsvenskan efter bara ett år i andradivisionen.
| Nr | Lag        | S | V | O | F | GM | IM | MS | P |
| -- | ---------- | - | - | - | - | -- | -- | -- | - |
| 1  | Gais       | 3 | 3 | 0 | 0 | 7  | 2  | +5 | 6 |
| 2  | IK Brage   | 3 | 1 | 1 | 1 | 4  | 3  | +1 | 3 |
| 3  | Grimsås IF | 3 | 1 | 0 | 2 | 1  | 4  | −3 | 2 |
| 4  | Gefle IF   | 3 | 0 | 1 | 2 | 2  | 5  | −3 | 1 |

## Spelarstatistik

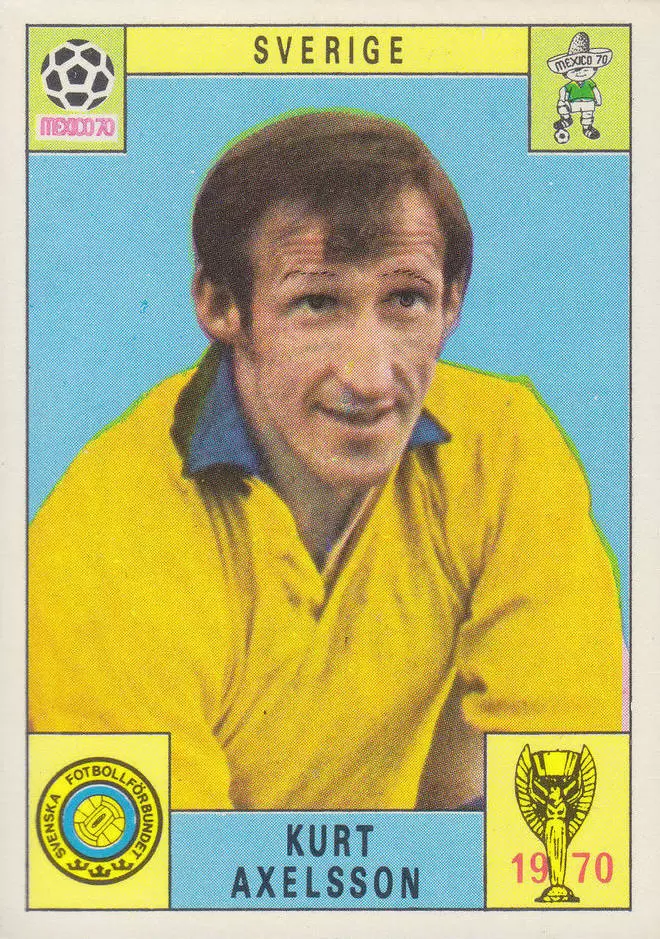
Kurt Axelsson spelade samtliga Gais seriematcher detta år. Han skolades under säsongen om till centerhalv, och skulle senare bli både landslagsman och utlandsproffs i denna position.

| Spelare             | Matcher | Mål |
| ------------------- | ------- | --- |
| Bengt Johansson     | 22      | 14  |
| Leif Wendt          | 22      | 4   |
| Kurt Axelsson       | 22      |     |
| Leif Forsberg       | 22      |     |
| Jan Olsson          | 21      | 7   |
| Rolf Lundh          | 21      | 4   |
| Kent Grek           | 21      | 1   |
| Bo Palle            | 21      |     |
| Hasse Samuelsson    | 20      | 15  |
| Leif Andersson (mv) | 20      |     |
| Christer Heideberg  | 17      | 2   |
| Benny Apell         | 14      | 4   |
| Alf Johansson       | 4       | 1   |
| Gunder Högström     | 3       |     |
| Kent Larsson (mv)   | 2       |     |
| Sune Persson        | 1       |     |